# Comuna Mali Budîșcea, Zinkiv
Mali Budîșcea (în ucraineană Малі Будища) este o comună în raionul Zinkiv, regiunea Poltava, Ucraina, formată din satele Bezrukî, Hîjneakivka, Hlînske și Mali Budîșcea (reședința).

## Demografie
Componența lingvistică a comunei Mali Budîșcea
     Ucraineană (90,19%)
     Rusă (2,84%)
     Alte limbi (0,13%)
Conform recensământului din 2001, majoritatea populației comunei Mali Budîșcea era vorbitoare de ucraineană (90,19%), existând în minoritate și vorbitori de rusă (2,84%).